# Barrette (accessoire)
Pour les articles homonymes, voir Barrette.

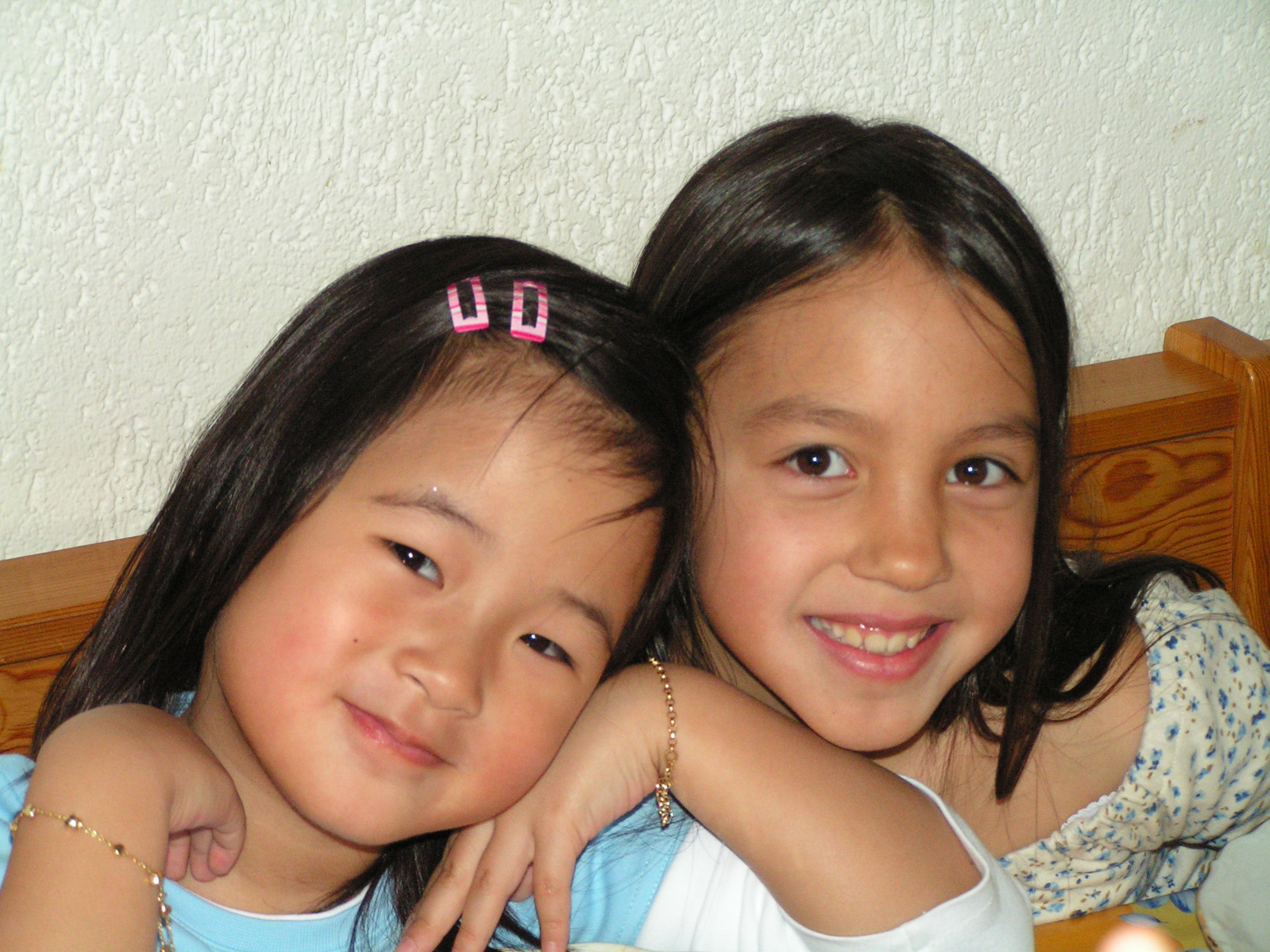
Enfant portant des barrettes (à gauche)

La barrette est un accessoire de coiffure permettant de maintenir en place les cheveux,,.

## Histoire

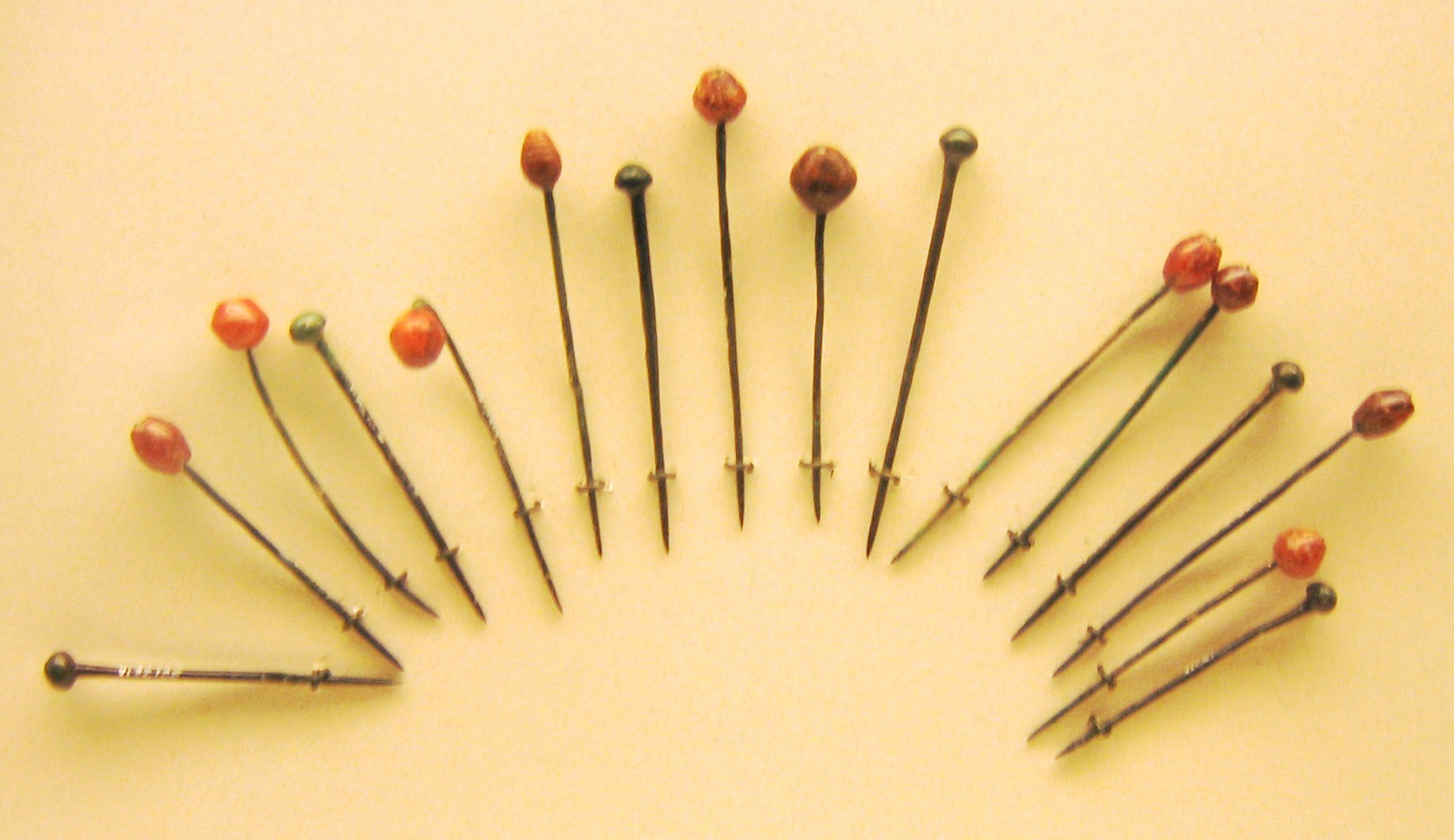
Barrettes datant de 600 av J.C.

Des épingles à cheveux en métal, ivoire, bronze et bois sculpté ont été utilisés dans l'ancienne Assyrie et l'Égypte pour le maintien des coiffures. Les résultats des fouilles archéologiques semblent suggérer que l'usage de barrettes était réservé aux classes les plus aisées parmi les Égyptiens, et plus tard chez les Grecs, les Étrusques et les Romains.
L'histoire de la barrette a subi un grand tournant en 1901 avec l'invention de l'épingle à cheveux en spirale par le néo-zélandais Godward Ernest. Ces dernières sont les ancêtres des pinces à cheveux actuelles.

## Types

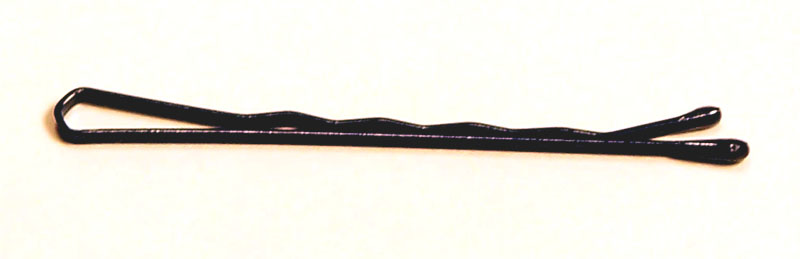
Une épingle plate

- Les petites barrettes sont constituées de deux parties métalliques soudées et recourbées. L'ouverture se fait en inversant le sens de courbure. Ces barrettes peuvent être utilisées pour maintenir les petites mèches de cheveux. En particulier, elles sont à utiliser pour tenir les mèches qui glisseraient dans le cou ou sur le visage.

- Les petites pinces sont des barrettes symétriques constituées de deux parties, généralement en plastique. La barrette est maintenue fermée par un ressort. Elles ont la même utilité que les petites barrettes, mais on peut également les utiliser afin de maintenir une frange ou un chignon.

- Les épingles plates sont appréciées pour leur discrétion. En effet, ses petites tiges de métal recourbées permettent de plaquer discrètement les cheveux sur le crâne et peuvent être utilisées pour des coiffures telles que le chignon ou la queue de cheval. Un brevet a été délivré pour cette épingle par Kelly Chamandy en 1925.

- Les pinces à chignon diffèrent légèrement par leur structure des épingles plates et sont utilisées pour maintenir une coiffure dans la durée. Elles sont de plus quasiment invisible. Ces dernières se révèlent efficaces pour les chignons conventionnels ou banane.

- Les barrettes peigne sont beaucoup plus volumineuses et n'ont pas volonté à être invisibles. Elles sont utilisées en général pour maintenir un chignon banane.

- Les pinces ont une structure analogue aux petites pinces mais diffèrent par leur taille et leur utilisation. Elles sont utilisées en général pour maintenir un chignon, ce dernier étant intégralement contenu dans les griffes de la pince.

- Les doubles barrettes sont constituées de deux barrettes peignes. Celles-ci sont reliées entre elles par une partie qui peut varier, en fonction de la volonté du constructeur. En particulier, il est possible de rencontrer des doubles barrettes reliées par un réseau de perles. On peut les utiliser autour d'un chignon pour le rendre plus élégant. Ce type de barrettes est très propice à la fabrication DIY.